# Sugarloaf Mountain
Sugarloaf Mountain är ett berg i republiken Irland.   Det ligger i grevskapet County Cork och provinsen Munster, i den sydvästra delen av landet, 290 km sydväst om huvudstaden Dublin. Toppen på Sugarloaf Mountain är 574 meter över havet.
Terrängen runt Sugarloaf Mountain är kuperad åt nordväst, men åt sydost är den platt. Havet är nära Sugarloaf Mountain åt sydost. Runt Sugarloaf Mountain är det ganska glesbefolkat, med 27 invånare per kvadratkilometer. Närmaste större samhälle är Bantry, 13,3 km öster om Sugarloaf Mountain. 